# 2 Times Revolution
2 Times Revolution – czwarty solowy album włoskiego wykonawcy reggae Alborosiego wydany 20 czerwca 2011 roku nakładem wytwórni Greensleeves Records.

## Lista utworów
1. Rolling Like A Rock
2. Respect (gośc. Junior Reid)
3. Who You Think You Are
4. La Revolucion
5. I Wanna Go Home
6. You Make Me Feel Good (gośc. Etana)
7. International Drama (gośc. Giuseppe Tarantino)
8. Camilla
9. Tax War
10. Jesus Is Coming
11. Ragamuffin
12. Soul Train
13. Grow Your Dreads
14. Rude Bwoy Love (gośc. Perfect Harmony)
15. What If Jamaica
16. Games